# Duguetia moricandiana
Duguetia moricandiana Mart. – gatunek rośliny z rodziny flaszowcowatych (Annonaceae Juss.). Występuje endemicznie w Brazylii – w stanach Bahia i Sergipe. 

## Morfologia

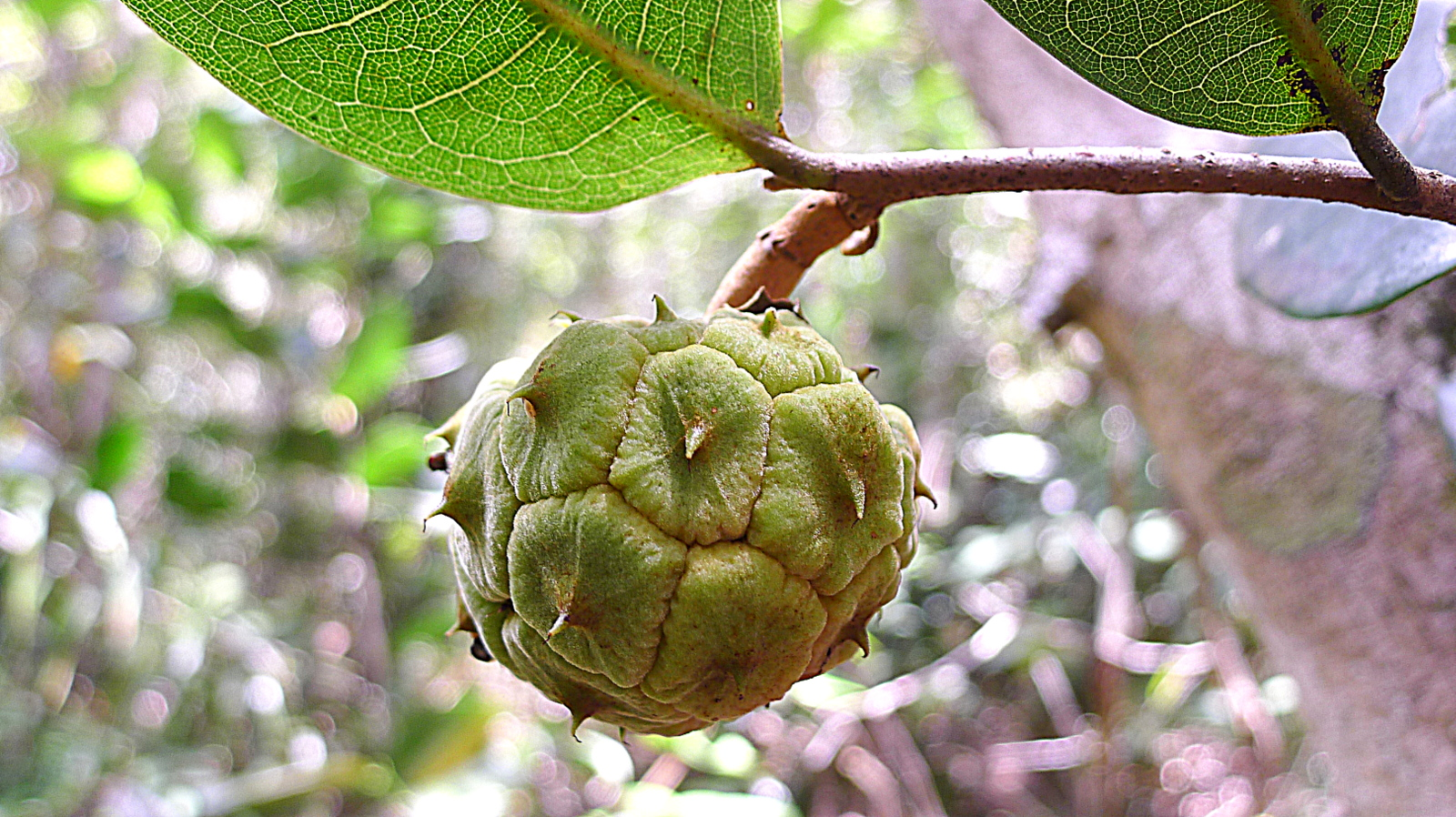
Owoc

PokrójZimozielone drzewo lub krzew dorastające do 1–5 m wysokości.
LiścieMają eliptyczny kształt. Mierzą 5–10 cm długości oraz 2,5–6 cm szerokości. Liść jest całobrzegi o tępym wierzchołku.
KwiatySą pojedyncze, rozwijają się w kątach pędów. Płatków jest 6, mają żółtą barwę. Kwiaty mają 60 słupków.
OwoceMają kulisty kształt. Osiągają 30–40 mm średnicy.

## Biologia i ekologia
Rośnie na wydmach, na wybrzeżu, na terenach nizinnych.